# Shaker Heights
Shaker Heights is een plaats (city) in de Amerikaanse staat Ohio, en valt bestuurlijk gezien onder Cuyahoga County.

## Demografie
Bij de volkstelling in 2000 werd het aantal inwoners vastgesteld op 29.405.
In 2006 is het aantal inwoners door het United States Census Bureau geschat op 27.245, een daling van 2160 (-7.3%).

## Geografie
Volgens het United States Census Bureau beslaat de plaats een oppervlakte van
16,4 km², waarvan 16,3 km² land en 0,1 km² water. Shaker Heights ligt op ongeveer 283 m boven zeeniveau.

## Geboren
- Paul Newman (1925-2008), (film)acteur, filmregisseur, filmproducent, autocoureur en filantroop
- Fred Willard (1933-2020), acteur en komiek
- Roger Penske (1937), eigenaar van het autosportteam Penske Racing en voormalig Formule 1-coureur
- Molly Shannon (1964), actrice en comédienne
- Joshua Radin (1974), akoestische/alternatieve singer-songwriter

## Plaatsen in de nabije omgeving
De onderstaande figuur toont nabijgelegen plaatsen in een straal van 8 km rond Shaker Heights.